# إركولي بالديني
إركولي بالديني (بالإيطالية: Ercole Baldini) مواليد 26 يناير 1933 في إيطاليا، هو دراج إيطالي سابق. شارك في دورة الألعاب الأولمبية الصيفية وفاز بميدالية أولمبية.

## سباقات أو مراحل فاز بها
- طواف فرنسا
- بطولة العالم لسباق الدراجات على الطريق
- طواف إيطاليا

## الميداليات
| الميدالية | المسابقة                       |
| --------- | ------------------------------ |
| ذهبية     | الألعاب الأولمبية الصيفية 1956 |

## روابط خارجية
- إركولي بالديني على موقع أرشيف الدراجات (الإنجليزية)
- إركولي بالديني على موقع إحصائيات الدراجات الإحترافية (الإنجليزية)
- إركولي بالديني على موقع CycleBase (الإنجليزية)
- إركولي بالديني على موقع أوليمبيديا (الإنجليزية)
- إركولي بالديني على موقع اللجنة الأولمبية الإيطالية (الإيطالية)
- إركولي بالديني على موقع CONI honoured athlete website (الإيطالية)
- إركولي بالديني  على موقع SportsReference  - سبورتس رفرنس